# Amalio Gimeno y Cabañas

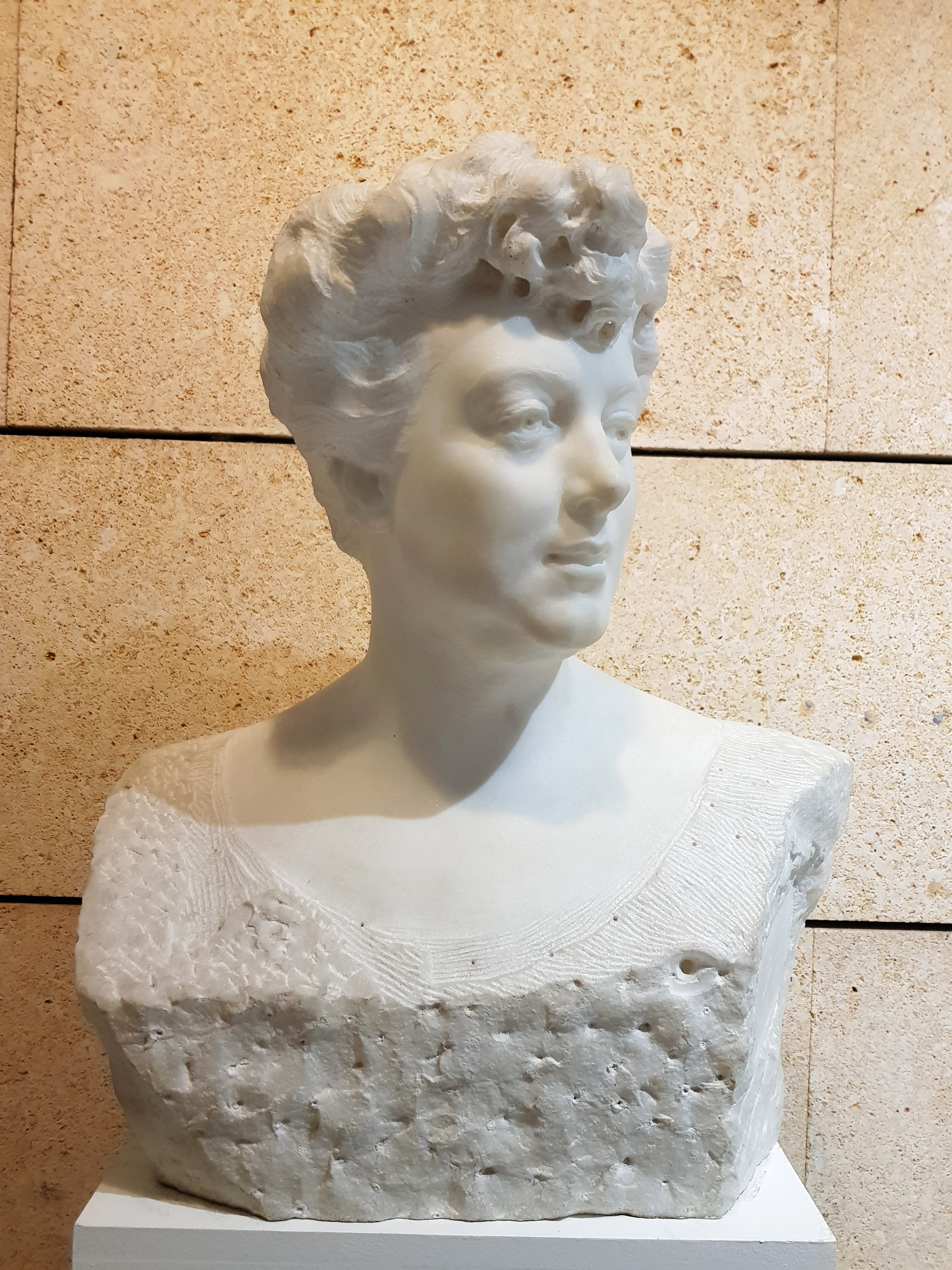
Contessa Concepción Gimeno.

Amalio Gimeno y Cabañas (Cartagena, 31 de mayo de 1852-Madrid, 13 de septiembre de 1936) fue un médico, científico y político español, ministro de Instrucción Pública y Bellas Artes, de Marina, de Gobernación, de Fomento y de Estado durante el reinado de Alfonso XIII. Ostentó el título nobiliario de primer conde de Gimeno.

## Científico
Nació el 31 de mayo de 1852 en Cartagena. Tras estudiar Medicina en la Universidad Central de Madrid obtiene la cátedra de Patología en la Universidad de Santiago de Compostela en 1875 y la de Terapéutica en la Universidad de Valencia en 1877, se traslada a Madrid en 1888 al obtener la cátedra de Higiene Privada y Pública en la Universidad Central pasando en 1891 a la de Patología Médica.
Tuvo un importante protagonismo durante la epidemia de cólera que asoló España en 1885 y en la que implantó, siguiendo las teorías de Koch y del doctor Ferrán, la vacunación masiva de la población.
En 1894 fue nombrado director del Instituto Nacional de Bacteriología y de Higiene; en 1898 pasó a ser vocal del Real Consejo de Sanidad, cargo que repetiría en 1905, en 1915 sería nombrado presidente del Instituto de Higiene escolar, y en 1927 consejero del Real Consejo de Sanidad. 
Fue presidente de la Real Academia Nacional de Medicina, miembro de la Real Academia Española, de la Real Academia de Ciencias y de la Academia de Bellas Artes.
Entre sus obras científicas destacan Tratado elemental de terapéutica (1877), Tratado de patología general (1885-1886) y La inoculación preventiva contra el cólera morbo asiático.

## Político
Ya en 1870 era presidente de la Juventud Republicana de Valencia. Afiliado al Partido Liberal iniciará su carrera política al obtener un acta de diputado en las elecciones de 1886 por la circunscripción de Valencia para, en 1893, pasar al Senado representando a la Universidad de Valencia hasta que en 1908 es nombrado senador vitalicio, llegando a vicepresidir la Cámara Alta en 1910 y 1911.
Fue ministro de Instrucción Pública y Bellas Artes entre el 6 de julio y el 4 de diciembre de 1906 en un gabinete presidido por José López Domínguez y que le permitió impulsar la fundación, en 1907, de la Junta para Ampliación de Estudios e Investigaciones Científicas. Esta misma cartera ministerial volvería a desempeñarla entre el 3 de abril de 1911 y el 12 de marzo de 1912, en esta ocasión en un Gobierno Canalejas.

## Ministro

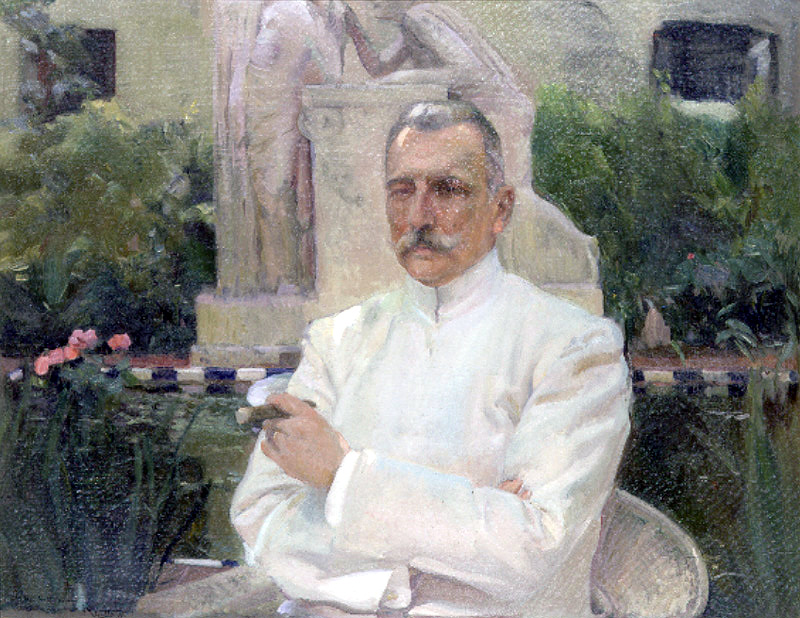
Retrato de D. Amalio Gimeno, por Joaquín Sorolla. 1919. (Museo de Bellas Artes de Valencia).

Ministro de Marina también en dos ocasiones, la primera de ellas entre el 31 de diciembre de 1912 y el 27 de octubre de 1913 bajo la presidencia del conde de Romanones concediéndosele la Gran Cruz de la Orden del Mérito Naval con distintivo blanco; y posteriormente entre el 3 de noviembre de 1917 y el 22 de marzo de 1918 en esta ocasión en un gabinete García Prieto.
Igualmente fue ministro de Estado entre el 30 de abril de 1916 y el 19 de abril de 1917 y ministro de Gobernación entre el 5 de diciembre de 1918 y el 15 de abril de 1919 en sendos gabinetes presididos nuevamente por el conde de Romanones; y finalmente ministro de Fomento entre el 12 de diciembre de 1919 y el 14 de febrero de 1920 en un Gobierno Allendesalazar. Asimismo fue consejero de Estado entre 1918 y 1920.

## Otros méritos
En 1910 le fue concedida la Gran Cruz de la Orden civil de Alfonso XII y tras jubilarse en 1920 siguió como catedrático numerario de la Facultad de Medicina de la Universidad Central siéndole otorgado el título de conde de Gimeno, para sí, sus hijos y sucesores legítimos.
En 1923 actuó como delegado de España en la cuarta Asamblea de la Sociedad de las Naciones, celebrada en Ginebra el 3 de septiembre; y en 1930 fue designado comisario regio, presidente del Consejo de Administración del Canal de Isabel II.